# Jaime Garrido
Jaime Garrido Moya (Madrid, 19 de abril de 2003) es un futbolista español que juega como Centrocampista en la Real Club Deportivo de La Coruña Fabril de la Segunda Federación 2024-25.

## Trayectoria
Nacido en Madrid, se forma en la AD Parla, CA Pinto y CF Fuenlabrada.
Debuta con el CF Fuenlabrada "B" el 30 de enero de 2022 al partir como titular en una derrota por 1-6  frente al RSC Internacional FC en la Preferente Madrid, y anota su primer gol tres días después en la victoria liguera por 0-3 frente al CF Inter de Valdemoro. Fue ascendido al CF Fuenlabrada Promesas para la Tercera Federación 2022-23.
En julio de 2023 se marcha a la AD Alcorcón para jugar en su filial en la Tercera Federación.
Logra debutar con el primer equipo el 14 de agosto al entrar como suplente en la segunda mitad en una derrota por 4-0 frente al CD Mirandés en la Segunda División.

## Clubes
Actualizado al último partido disputado el 14 de agosto de 2023.
| Club                    | País   | Año       | Partidos | Goles |
| ----------------------- | ------ | --------- | -------- | ----- |
| CF Fuenlabrada "B"      | España | 2022      | 2        | 1     |
| CF Fuenlabrada Promesas | España | 2022-2023 | 24       | 3     |
| AD Alcorcón "B"         | España | 2023-act. | 0        | 0     |
| AD Alcorcón             | España | 2023-act. | 1        | 0     |